# Stazione di Pietracuta
La stazione di Pietracuta era una Stazione ferroviaria posta lungo la ferrovia Rimini-Novafeltria, chiusa nel 1960, a servizio della frazione di Pietracuta nel comune di San Leo.
L'edificio fu in seguito adibito ad uso civile e successivamente abbandonato.